# Comfortably Numb
Pour les articles homonymes, voir Comfortably Numb (homonymie).
Singles de Pink Floyd
Another Brick in the Wall, Part 2
(1979) Run Like Hell
(1980)
Pistes de The Wall
Bring the Boys Back Home The Show Must Go On
Comfortably Numb est une chanson du groupe britannique Pink Floyd parue sur l'album The Wall sorti en septembre 1979. Elle est également parue en single avec Hey You du même album en face B. Comfortably Numb est l'une des trois chansons créditées David Gilmour et Roger Waters sur The Wall. En effet, la musique a été composée par Gilmour et les paroles sont de Waters. La chanson est l'une des plus connues du groupe, principalement grâce aux solos de guitare qu'elle renferme. Cette chanson a été classée 314e plus grande chanson de tous les temps, d'après le magazine Rolling Stone. En 1989, les lecteurs du fanzine The Amazing Pudding, consacré à Pink Floyd, ont élu Comfortably Numb meilleure chanson de Pink Floyd, toutes époques confondues.
La chanson a été classée 66e meilleure chanson britannique de tous les temps par XFM en 2010.

## Genèse et enregistrement
Comfortably Numb est à l'origine une démo pour le premier album solo de David Gilmour paru en 1978. Alors que la plupart des chansons de l'album The Wall ont été entièrement écrites et composées par Roger Waters, la majeure partie de la musique de Comfortably Numb a été écrite par Gilmour. À l'époque, celui-ci a décidé, plutôt que de l'employer sur son album, de proposer sa démo lors des sessions d'enregistrement de The Wall avec Pink Floyd. Roger Waters a ensuite écrit les paroles à partir de cette musique et ajouté quelques accords.
Dans un entretien accordé à la radio KLOS de Los Angeles aux alentours de 1980, notamment cité par le magazine Rolling Stone, Roger Waters raconte que les paroles lui ont été inspirées par une expérience vécue alors qu'il était atteint d'une hépatite encore non diagnostiquée, un soir de concert à Philadelphie quand, avant qu'il entre en scène et pour calmer sa douleur, un médecin lui a administré une injection de sédatif. Il raconte : « J'ai alors vécu les deux heures les plus longues de mon existence à essayer de faire un concert alors que je pouvais à peine lever un bras. »
Waters et Gilmour ont eu tant de mal à s'accorder sur la version de Comfortably Numb à retenir pour l'album qu'ils ont fini par trouver un compromis consistant à mixer ensemble deux prises différentes : l'ouverture de la chanson correspondant ainsi au choix de Waters, tandis que le solo de guitare final correspondait à la volonté de Gilmour d'introduire dans le morceau des sonorités moins lisses, plus grunge en quelque sorte. Gilmour racontera plus tard : « Nous avons bataillé comme des fous à propos de Comfortably Numb. Ce fut un vrai bras de fer, pendant des lustres. »
Selon The Amazing Pudding, en 1984, lors d'une série de concerts solo donnés par David Gilmour, cette chanson était répertoriée dans la setlist sous le nom de Come On Big Bum, un jeu de mots sur les sonorités du titre du morceau, pouvant être traduit en français par « Allez, gros minable ». Après le départ de Roger Waters de Pink Floyd, Gilmour a en outre quelque peu adapté le morceau à son approche plus grunge de la musique. En témoigne notamment la version figurant sur l'album live P·U·L·S·E, enregistré en 1994 sans Waters, dans laquelle le solo de guitare final dure plus de quatre minutes.

## Composition
Cette chanson constitue sur l'album l'un des deux seuls titres totalement « autonomes », c'est-à-dire ne découlant pas ou ne se fondant pas dans le morceau qui le précède ou le suit — le second étant Mother. Cela vient du fait que l'original est composé de deux 33 tours, et qu'il y avait donc quatre faces. Mother finissait la première, donc ne pouvait pas terminer en fondu avec l'autre chanson. Comfortably Numb se retrouvait aussi en dernier sur la face trois, et ne pouvait donc pas continuer sur The Show Must Go On.
Cette chanson comporte deux solos de guitare de David Gilmour, et est sans conteste l'un des morceaux favoris des fans de Pink Floyd. Le solo final, en particulier, constitue l'un des solos cultes de Gilmour pour les fans du monde entier. Il est d'ailleurs considéré comme l'un des solos de guitare les plus emblématiques de l'histoire du rock : il fut ainsi classé quatrième meilleur solo de guitare de tous les temps par les lecteurs de la revue Guitar World. La chanson fut placée 314e sur la liste des 500 plus grandes chansons de tous les temps du magazine Rolling Stone.

## Analyse des paroles
Les paroles de Comfortably Numb (titre que l'on peut traduire par « confortablement engourdi » en français) évoquent cet état d'inertie du héros : les couplets, chantés par Waters, correspondent aux paroles du médecin qui s'occupe de lui, tandis que le refrain, chanté par Gilmour, exprime les pensées et les visions confuses de Pink. Alors que certains croient que la chanson fait référence aux drogues, Roger Waters déclare que ce n'est pas le cas. Les paroles parlent des sentiments qu'il a vécus lorsqu'il était enfant et qu'il était malade. David Gilmour dit que la chanson est divisée en deux sections, la section « noire » et la section « blanche ». La section blanche serait celle des refrains, chantés par Gilmour, et la section noire serait celle des couplets, chantés par Waters. Certains passages de Comfortably Numb et de Nobody Home racontent le passé du groupe, et de la période avec Syd Barrett en général.

## Version du film
Dans le film Pink Floyd: The Wall d'Alan Parker, cette chanson illustre une scène au cours de laquelle le personnage principal de l'histoire, Pink, sous l'empire de la drogue qu'il s'est administrée pour être en mesure de monter sur scène, tombe dans un état de catatonie après avoir saccagé sa chambre d'hôtel. Il se fait sortir et imagine qu'il se fait manger par des énormes vers.

## Reprises
Parmi toutes les reprises de ce titre-phare de Pink Floyd, deux d'entre elles se distinguent. Il y a d'abord celle de Roger Waters issue de l'album live The Wall Live in Berlin avec Van Morrison au chant. Cette version est notable pour être utilisée dans le film Les Infiltrés de Martin Scorsese en 2006, puis l'année suivante dans l'épisode 18 de la dernière saison de la série Les Soprano lorsque les protagonistes écoutent l'album du film en question, jusqu'à ce qu'ils aient un accident à la fin de la chanson.
L'autre reprise notable est une version disco enregistrée par le groupe américain Scissor Sisters en 2004. Bien que cette reprise (entièrement chantée en voix de fausset) ait irrité quelques fans de Pink Floyd, David Gilmour et Nick Mason ont déclaré aimer le groupe, et on sait que Roger Waters a pris contact avec les Scissor Sisters pour les féliciter de leur version. Elle est jouée à la manière des Bee Gees période disco. Le mot « I » du refrain I have become comfortably numb est chanté comme le « Ah Ah Ah » de la chanson Stayin' Alive des Bee Gees. La chanson ayant atteint le top 10, c’est à ce jour le plus gros succès en Grande-Bretagne d'une reprise de Pink Floyd. Anathema chantera cette chanson en public pour le DVD A Moment in Time en 2006.

## Personnel
- David Gilmour - guitares acoustique, électrique et pedal steel, synthétiseur Prophet 5, chant (refrains)
- Roger Waters - basse, chant (couplets)
- Richard Wright - orgue Hammond
- Nick Mason - batterie

## Personnel additionnel
- Lee Ritenour - guitare acoustique
- The New York Orchestra - cordes, cuivres, percussions